# تيل أحمر
تيل أحمر (بالإنجليزية:  Red Lechwe)‏ هو أحد أنواع الظباء، يعيش في الأراضي الرطبة في جنوب وسط أفريقيا.
موطنه هو بوتسوانا وزامبيا وجنوب شرق جمهورية الكونغو الديمقراطية وشمال شرق ناميبيا وشرق أنغولا وخاصة في دلتا أوكافانغو و الأراضي الرطبة في بانجويولو [الإنجليزية] . هذا النوع من الظباء شائع إلى حد ما في حدائق الحيوان ومزارع الحيوانات البرية.

## معرض صور

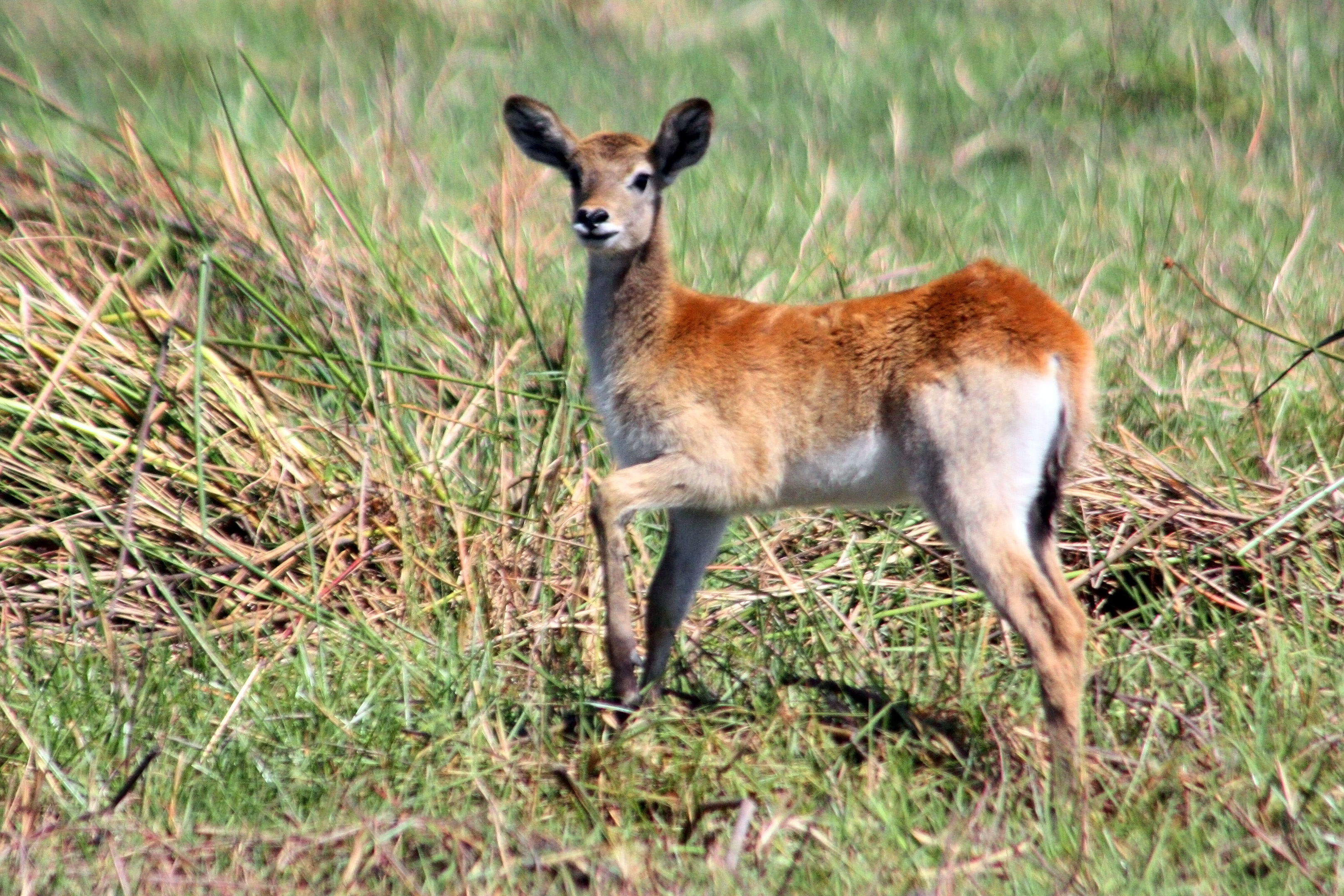
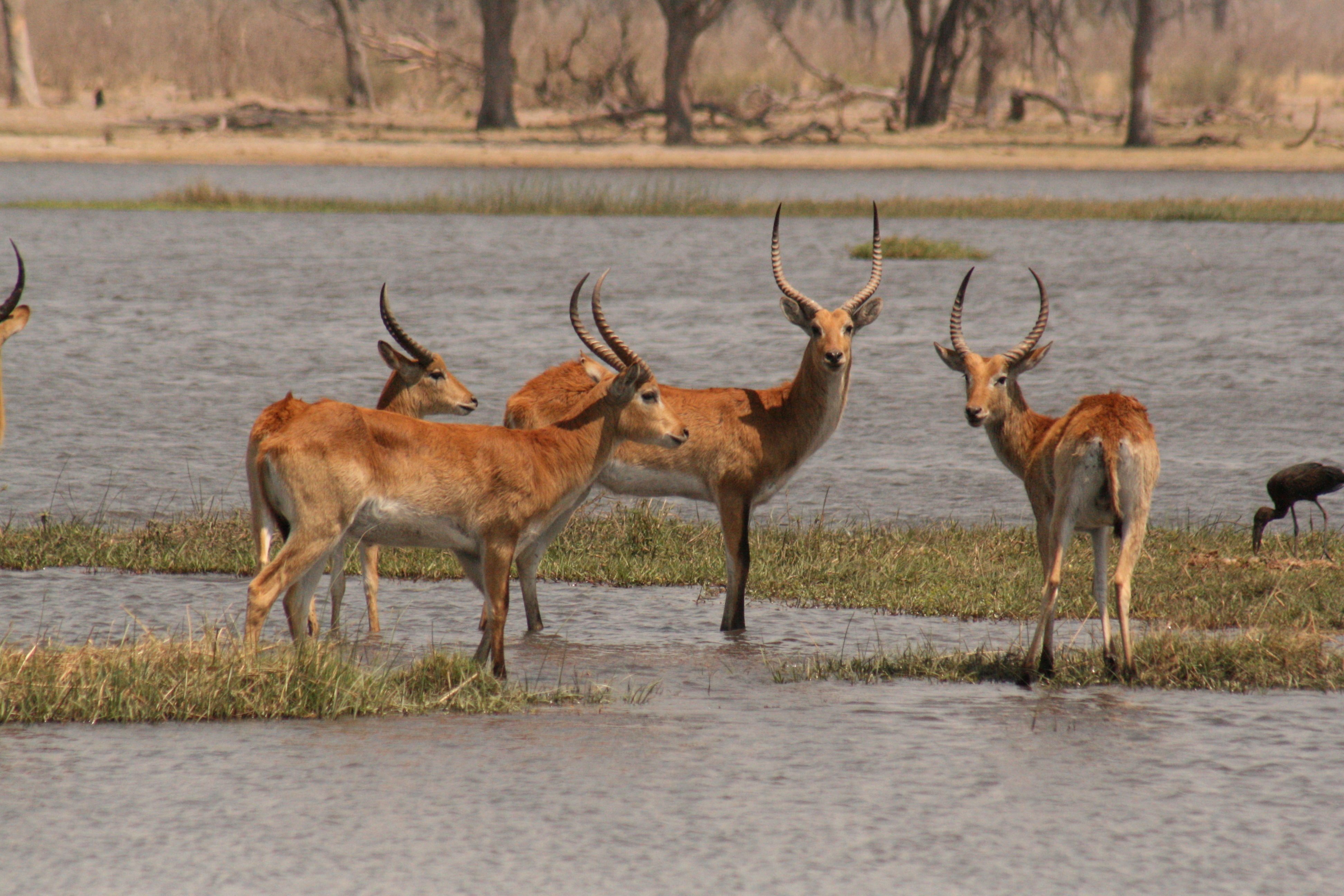
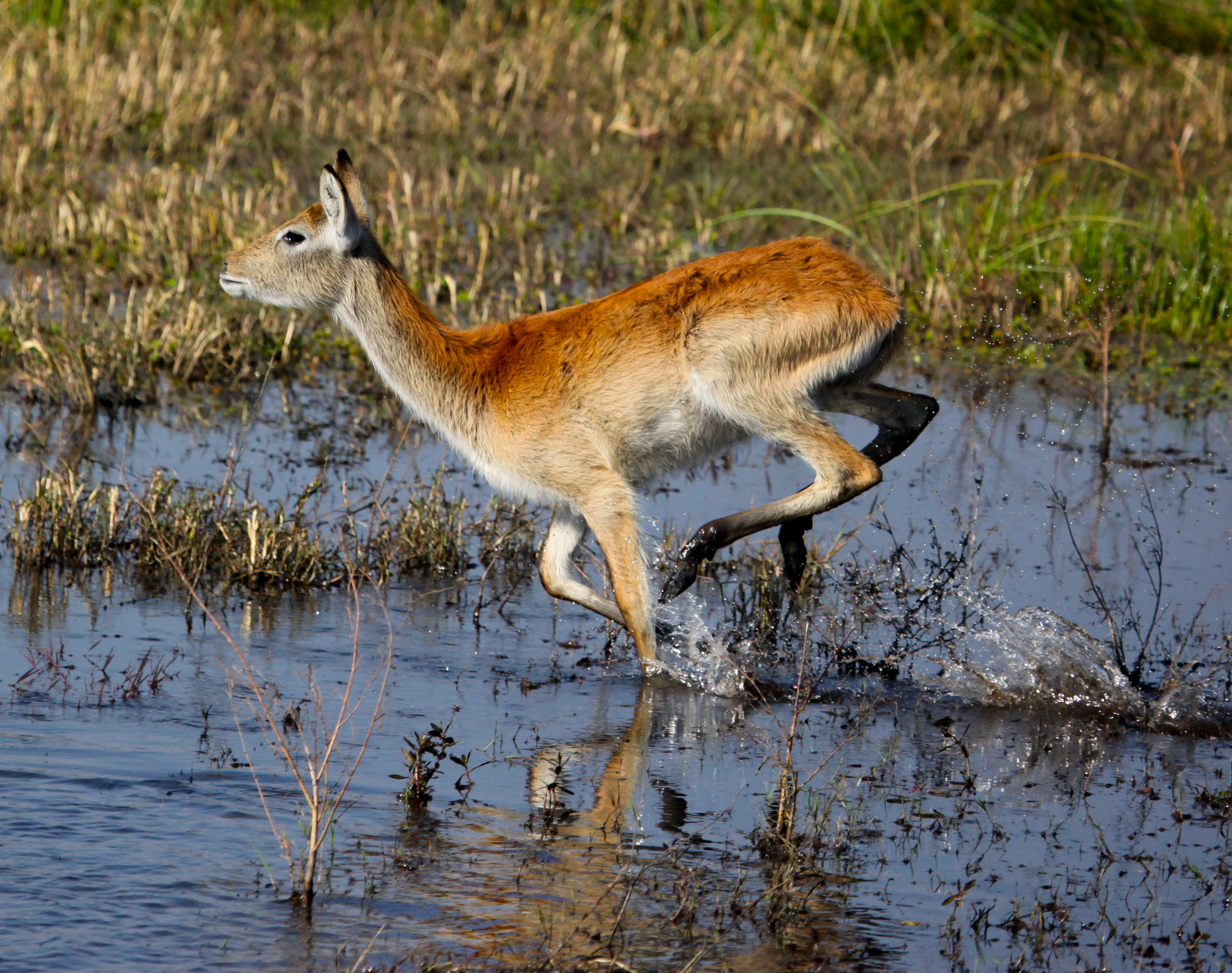
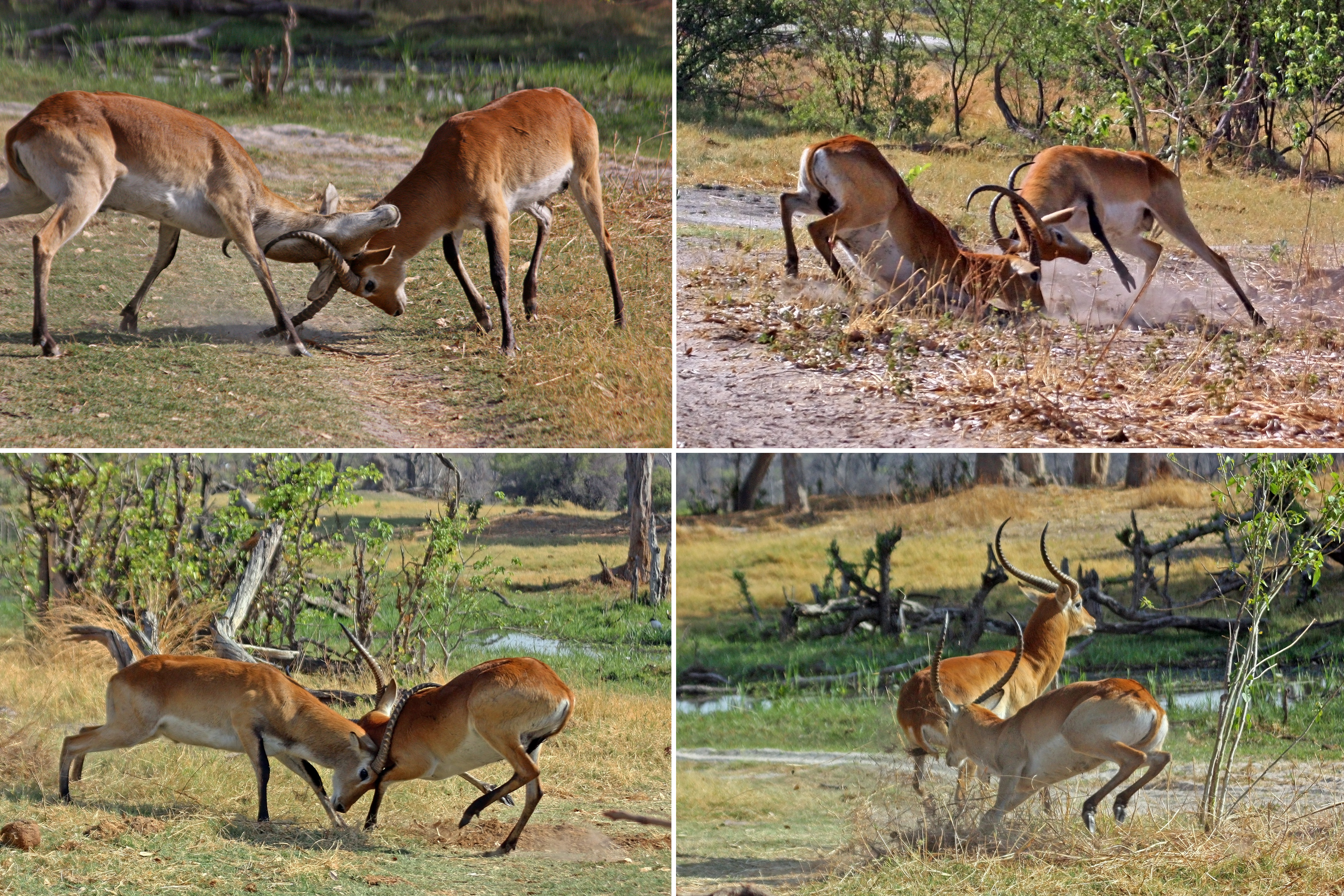